# Нью-Сібері (Массачусетс)
Нью-Сібері (англ. New Seabury) — переписна місцевість (CDP) в США, в окрузі Барнстебел штату Массачусетс. Населення — 852 особи (2020).

## Географія
Нью-Сібері розташований за координатами 41°34′13″ пн. ш. 70°28′51″ зх. д. / 41.57028° пн. ш. 70.48083° зх. д. (41.570156, -70.480717).  За даними Бюро перепису населення США в 2010 році переписна місцевість мала площу 6,60 км², з яких 6,17 км² — суходіл та 0,43 км² — водойми.

## Демографія
Згідно з переписом 2010 року, у переписній місцевості мешкало 717 осіб у 369 домогосподарствах у складі 226 родин. Густота населення становила 109 осіб/км².  Було 1739 помешкань (263/км²).
Расовий склад населення:
| - 95,3 % — білих - 1,4 % — азіатів - 1,0 % — чорних або афроамериканців - 0,6 % — корінних американців |

До двох чи більше рас належало 1,1 %. Частка іспаномовних становила 2,0 % від усіх жителів.
За віковим діапазоном населення розподілялося таким чином: 10,5 % — особи молодші 18 років, 50,9 % — особи у віці 18—64 років, 38,6 % — особи у віці 65 років та старші. Медіана віку мешканця становила 61,1 року. На 100 осіб жіночої статі у переписній місцевості припадало 86,7 чоловіків;  на 100 жінок у віці від 18 років та старших — 90,5 чоловіків також старших 18 років.
Середній дохід на одне домашнє господарство  становив 149 947 доларів США (медіана — 117 708), а середній дохід на одну сім'ю — 138 540 доларів (медіана — 100 139). За межею бідності перебувало 2,1 % осіб, у тому числі 0,0 % дітей у віці до 18 років та 0,0 % осіб у віці 65 років та старших.
Цивільне працевлаштоване населення становило 338 осіб. Основні галузі зайнятості: освіта, охорона здоров'я та соціальна допомога — 24,0 %, будівництво — 11,8 %, публічна адміністрація — 11,2 %.